# Orectochilus grandipes
Orectochilus grandipes is een keversoort uit de familie van schrijvertjes (Gyrinidae). De wetenschappelijke naam van de soort is voor het eerst geldig gepubliceerd in 1936 door Ochs.